# Les Amants (film, 1958)
Pour les articles homonymes, voir Les Amants.
Pour plus de détails, voir Fiche technique et Distribution.
Les Amants est un film dramatique et psychologique français de Louis Malle, sorti en 1958 avec Jeanne Moreau dans le rôle principal.

## Synopsis
Jeanne Tournier, 30 ans, s’ennuie dans sa luxueuse mais surannée demeure de Dijon. Elle est mariée à Henri, directeur d’un journal et se rend fréquemment à Paris chez son amie Maggie. Elle a une liaison avec Raoul, un joueur de polo aussi vain qu’élégant.
Soupçonneux, Henri Tournier tend un piège à Jeanne en lui demandant d'inviter chez eux ses amis parisiens. En revenant d'un dernier séjour parisien, sa Peugeot tombe en panne et elle doit longuement patienter au bord de la route, jusqu'à ce que Bernard, un jeune archéologue, s'arrête et lui porte secours. Il la ramène chez elle dans sa 2CV poussive et remplie d'outils, laquelle tranche avec les luxueuses voitures de ses amis habituels. La panne et la lenteur de la conduite de Bernard font que Jeanne n'arrive chez elle qu'alors que Maggie et son amant Raoul sont déjà là, en compagnie de son mari. Celui-ci insiste pour que Bernard reste dîner et dormir tandis que Jeanne commet quelques maladresses. Plus tard, ne trouvant pas le sommeil, elle sort se promener dans le parc, et y rencontre Bernard, sorti avant elle... Un amour passionné naît entre eux et Jeanne décide de s'enfuir avec Bernard, à l'aurore, sans un mot pour son mari, qui ne s'est encore aperçu de rien, au contraire de Maggie et de Raoul, tous deux surpris de voir Jeanne et Bernard se tenant par la main.

## Fiche technique
- Titre : Les Amants
- Réalisation : Louis Malle
- Scénario et dialogues : Louis Malle, Louise de Vilmorin, d'après le roman Point de lendemain de Vivant Denon (non crédité)
- Assistants réalisateurs : François Leterrier et Alain Cavalier
- Musique : Johannes Brahms
- Photographie : Henri Decae
- Décors : Bernard Evein, Jacques Saulnier
- Scripte : Francine Corteggiani
- Montage : Leonide Azar
- Production : Jean Thuillier
- Sociétés de production : Nouvelles éditions de films ; Lux Film
- Format : noir et blanc - 2,35:1 (Dyaliscope)
- Genre : film dramatique et psychologique
- Durée : 90 minutes
- Dates de sortie :
  - Italie : septembre 1958 (Mostra de Venise)
  - France : 5 novembre 1958
- Classification : film interdit aux moins de 16 ans lors de sa sortie initiale en France[1], puis tous publics depuis 1999[2].
- Affiche : Gilbert Allard (France)

## Distribution
- Jeanne Moreau : Jeanne Tournier
- Jean-Marc Bory : Bernard Dubois-Lambert
- Alain Cuny : Henri Tournier, mari de Jeanne
- José Luis de Vilallonga : Raoul Florès
- Judith Magre : Maggy Thiebaut-Leroy, une femme du monde
- Gaston Modot : Coudray, le serviteur des Tournier
- Michèle Girardon : Hélène Cavalier, la secrétaire d'Henri
- Pierre Frag : garagiste 1 (celui qui répare la roue de vélo)
- Gib Grossac : garagiste 2 (celui qui répare la dépanneuse)

## Musique
La musique du film est le sextuor à cordes n°1 en si bémol majeur opus 18 de Johannes Brahms, qu'écoute Henri Tournier lorsque son épouse rentre à la maison, dans la première scène où Jeanne Moreau et Alain Cuny jouent ensemble. Des passages de l’œuvre reviennent à divers moments du film.

## Autour du film
- La scène finale, très érotique pour l'époque (on aperçoit brièvement la poitrine de Jeanne Moreau et les deux acteurs nus s'enlacer), provoqua un scandale dans les milieux catholiques, qui essayèrent de faire interdire le film[réf. nécessaire] au festival de Venise et lui reprochaient surtout de montrer un adultère vécu avec plaisir.
- Les Amants est le premier film grand public à mettre en scène un cunnilingus[4]. Le film remporta néanmoins[pourquoi ?] le Grand prix du jury de la Mostra de Venise.
- Le film est totalement censuré au Royaume-Uni[5].
- Aux États-Unis, l'enchaînement de procès qui suivit l'exploitation amena la Cour suprême à définir en 1964 ce qu'était la pornographie à l'écran, exonérant le film de ce qualificatif.

## Distinctions
- Mostra de Venise 1958 : Prix spécial du jury